# Bürgerstiftung Lebensraum Aachen
Die gemeinnützige Bürgerstiftung Lebensraum Aachen wurde am 17. Juni 2005 mit dem Ziel gegründet, die Verbundenheit in die Aachener Region zu stärken. Die Bürgerstiftung, die unter dem Motto die Mitmachstiftung zahlreiche Projekte initiiert und fördert, arbeitet auf der Basis der auf der 56. Jahrestagung des Bundesverbandes Deutscher Stiftungen im Mai 2000 verabschiedeten Grundzüge einer Bürgerstiftung.

## Stiftungsziele
Im Mittelpunkt der Stiftungsarbeit steht die aktive Mitgestaltung des Lebensraumes in der Region Aachen. Bürgerschaftliches Engagement wird als eine wichtige Ressource zur Mitgestaltung des regionalen Lebensumfeldes gefördert und unterstützt. Die konfessionslose und parteiübergreifende Stiftung Lebensraum Aachen hat sich folgende Schwerpunkte ihrer Arbeit gesetzt:
- Bildung und Erziehung
- Kunst und Kultur
- Umwelt- und Naturschutz
- Landschaftspflege und Denkmalschutz
- Jugend- und Altenhilfe
- öffentliches Gesundheitswesen
- Völkerverständigung und Integration
- Wissenschaft und Forschung

## Laufende Projekte der Bürgerstiftung Lebensraum Aachen

### Gripsgymnastik
Die „Gripsgymnastik“, initiiert von Dieter H. K. Starke (1928–2015), bietet älteren Mitbürgern die Möglichkeit, ihre geistige Beweglichkeit sowie ihr Konzentrationsvermögen und logisches Denken zu schulen. Die Kurse werden in regelmäßigen Abständen in Seniorenzentren und Altenheimen durchgeführt.

### Lebensbaumprojekt
Mit der Widmung eines Lebensbaumes für neugeborene Aachener möchte die Stiftung langfristig die Bindung der jüngsten Einwohner und ihrer Familien an die Region stärken. Derzeit sind mit Hilfe von Sponsoren und der fachlichen Unterstützung des Freundeskreises Botanischer Garten e. V. über 200 Obstbäume – zumeist alte, regionale Sorten – gepflanzt und gewidmet worden.

### Nachhaltigkeitsprojekt
Im Rahmen des Projekts Aachen 2050 entstand das Nachhaltigkeitsprojekt, um über 200 Organisationen, die sich diesem Thema widmen, einen gemeinsamen Treffpunkt zu verschaffen. Seit dem 16. Juli 2022 ist dieses Projekt in den Räumen der „Meffis“ in der Aachener Mefferdatisstraße angesiedelt und entwickelt mit vielen weiteren Initiativen das Aachener Transformationszentrum.

### Neuland, Neustart – Frauen finden ihren Platz
Seit Oktober 2016 führen wir „Integrations-Kurse“ für Frauen mit Fluchtgeschichte durch. Dabei geht es um Alltag, Sprache, Kindererziehung, deutsche Behörden, traumatische Erfahrungen usw. Durchgehendes Prinzip ist Partizipation; Teilnehmerinnen und Leiterinnen entscheiden gemeinsam darüber was geplant wird. Das Projekt leiten Margret Ragab und Irmgard Geupel.

### Platz für Demokratie
Mitten in Aachen wird es auf Initiative der Bürgerstiftung Lebensraum Aachen einen neuen Raum geben, den „Platz für Demokratie“. Gestaltet werden die Sitzbuchstaben für diesen Ort durch den Aachener Künstler Sebastian Schmidt.
Das Projekt ist Teil der ZwischenZeit am Büchel (ZZAB). Die Fläche des ehemaligen Parkhauses am Büchel 43 der städtischen Entwicklungsgesellschaft Aachen (SEGA) wird für eine Zwischennutzung zur Verfügung gestellt und so hergerichtet und gestaltet, dass zahlreiche Initiativen hier Formate und Veranstaltungen durchführen können. Auf der Fläche der ZwischenZeit am Büchel werden die 18 Lettern dieses Begriffs als 60 cm hohe Sitzmöglichkeiten in einem weiten Bogen aufgestellt, um zum Verweilen und Debattieren einladen.

### Thermalwasserroute Aachen
Die Aachener Thermalquellen sind in den letzten Jahrzehnten mehr und mehr aus dem Bewusstsein der Aachener und Stadtbild verschwunden, obwohl die heißen Quellen einer der wichtigsten Gründe waren, weshalb sich Römer und später Karl der Große hier angesiedelt haben. Seit 2007 möchten die Mitglieder der Projektgruppe „Thermalwasserroute Aachen“ auf die Bedeutung der Quellen aufmerksam machen und eine Thermalwasserroute durch die Aachener Innenstadt und Burtscheid entwickeln. Dazu sind zahlreiche Bausteine bereits umgesetzt, wie z. B.:
- Installation einer interaktiven Multimediasäule mit Informationen zu den Aachener Thermalquellen, der Bädergeschichte und Verwendung des Thermalwassers
- Erläuterung von Straßennamen mit Thermalquellenbezug durch Zusatzschilder[6].
- Aufbau einer Schulpatenschaft: Erstellen von pädagogischem Material für Grundschulen[7]
- Nutzung des ehemaligen Fürstenbads aus dem zerstörten Kaiserbad in den Kurparkterrassen in Burtscheid
- Beschreibung aller Aachener und Burtscheider Thermalquellen in der Wikipedia
- Entwicklung des Aachener und Burtscheider Thermalwasserbechers in Zusammenarbeit mit der Raerener Keramikerin Ulrike Trommsdorff
- Entwicklung einer Klappmaulfigur Quellgeist Granni in Zusammenarbeit mit dem Stefan Wunsch (Figurentheater Rosenfisch)[8]
- Entwicklung eines Thermalquellenspiels in Zusammenarbeit mit dem St. Ursula Gymnasium[9]
- Thematische Führungen zum Tag des offenen Denkmals und zum Tag des Geotops

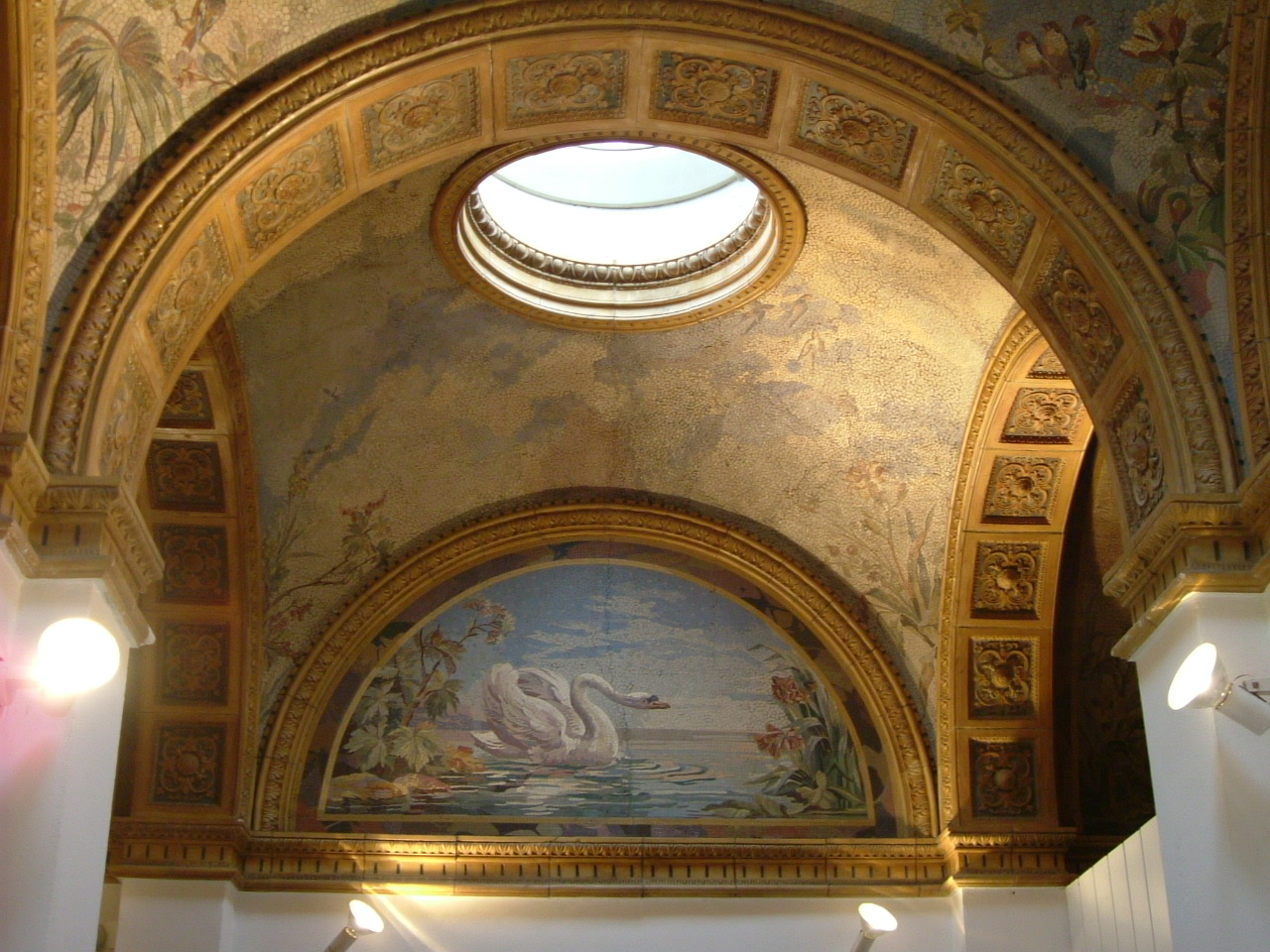
Deckenmosaik des Fürstenbades aus dem ehemaligen Kaiserbad in Aachen.
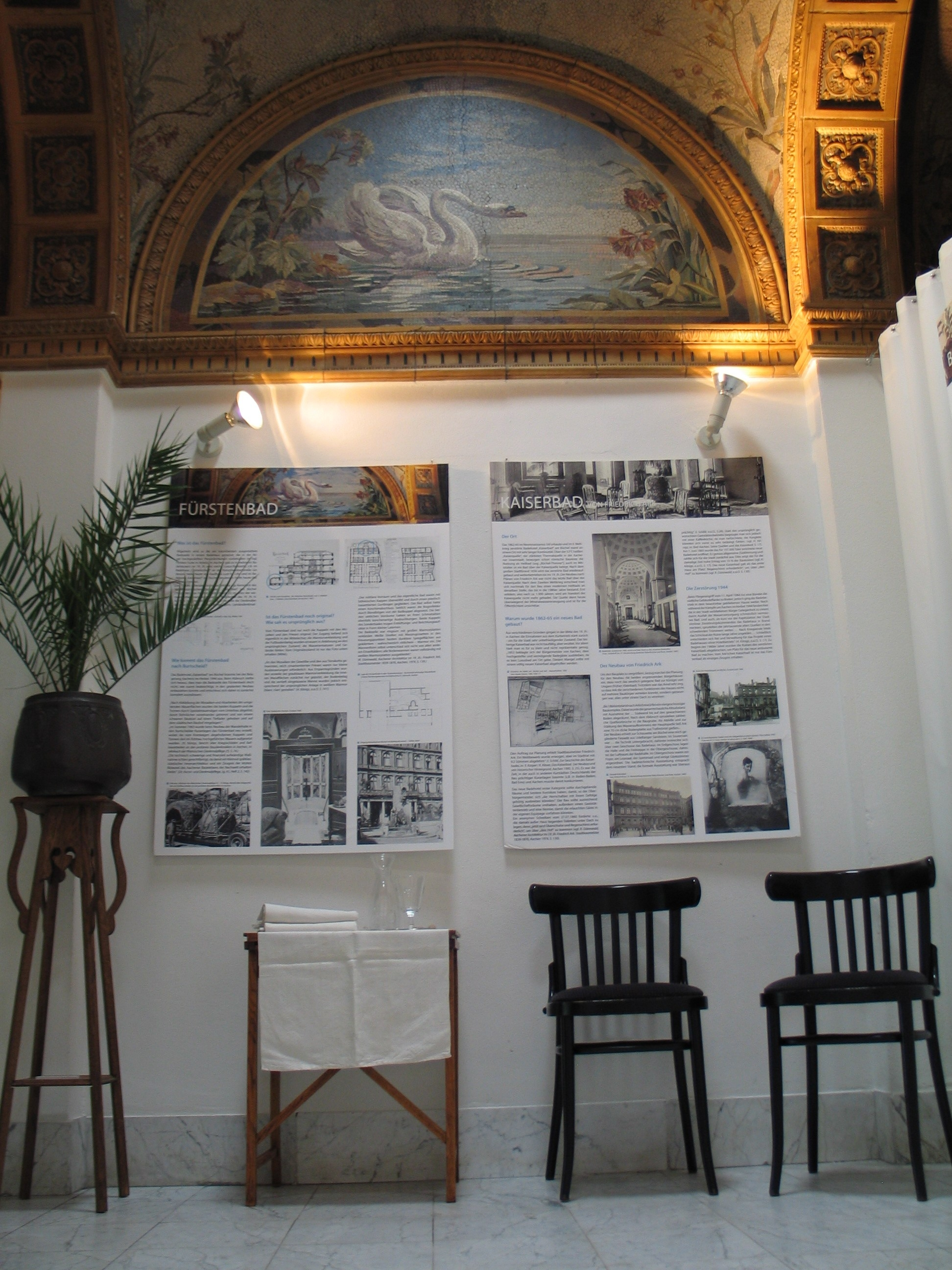
Fürstenbad
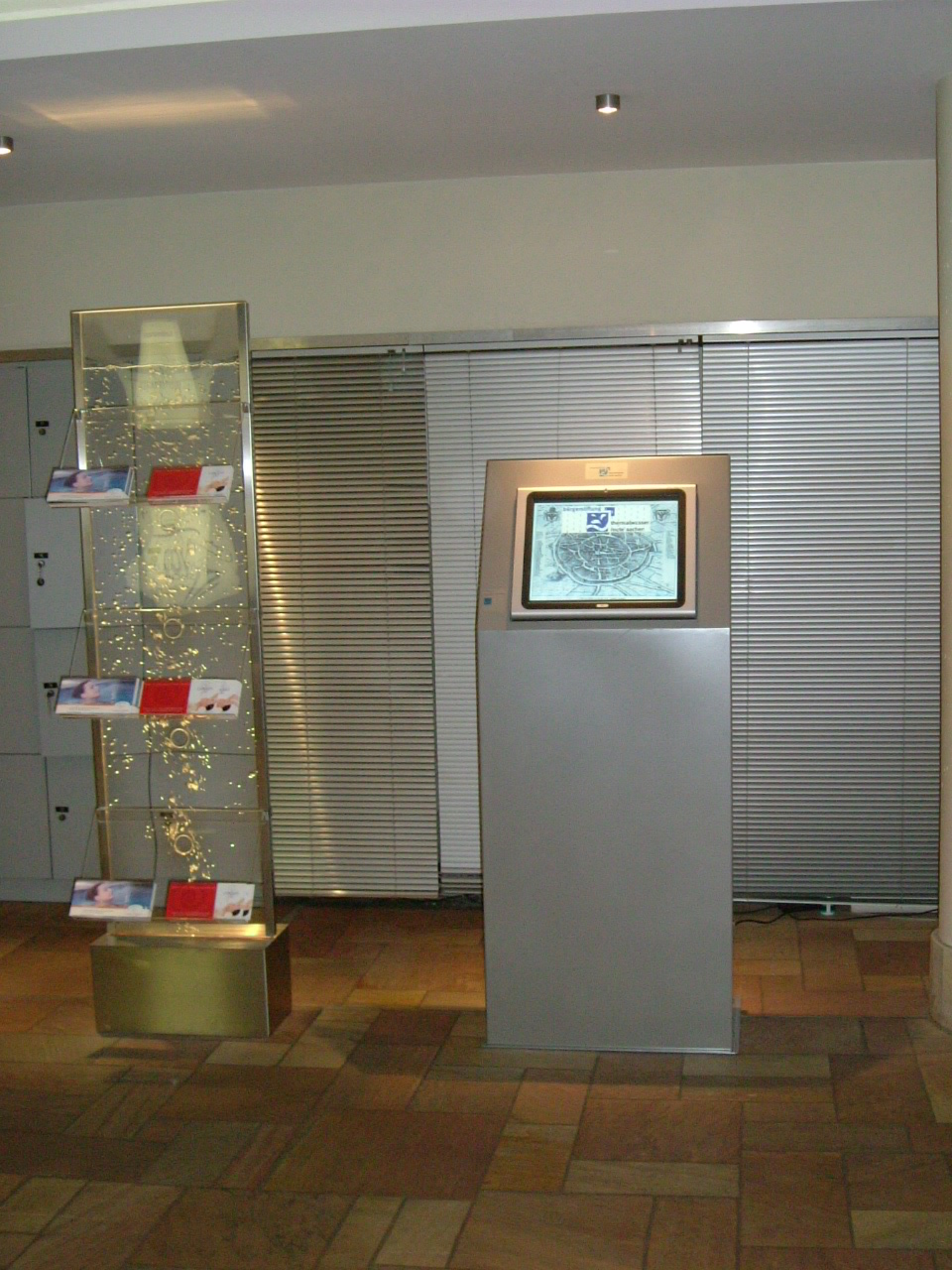
Interaktive Informationssäule über die Thermalquellen.
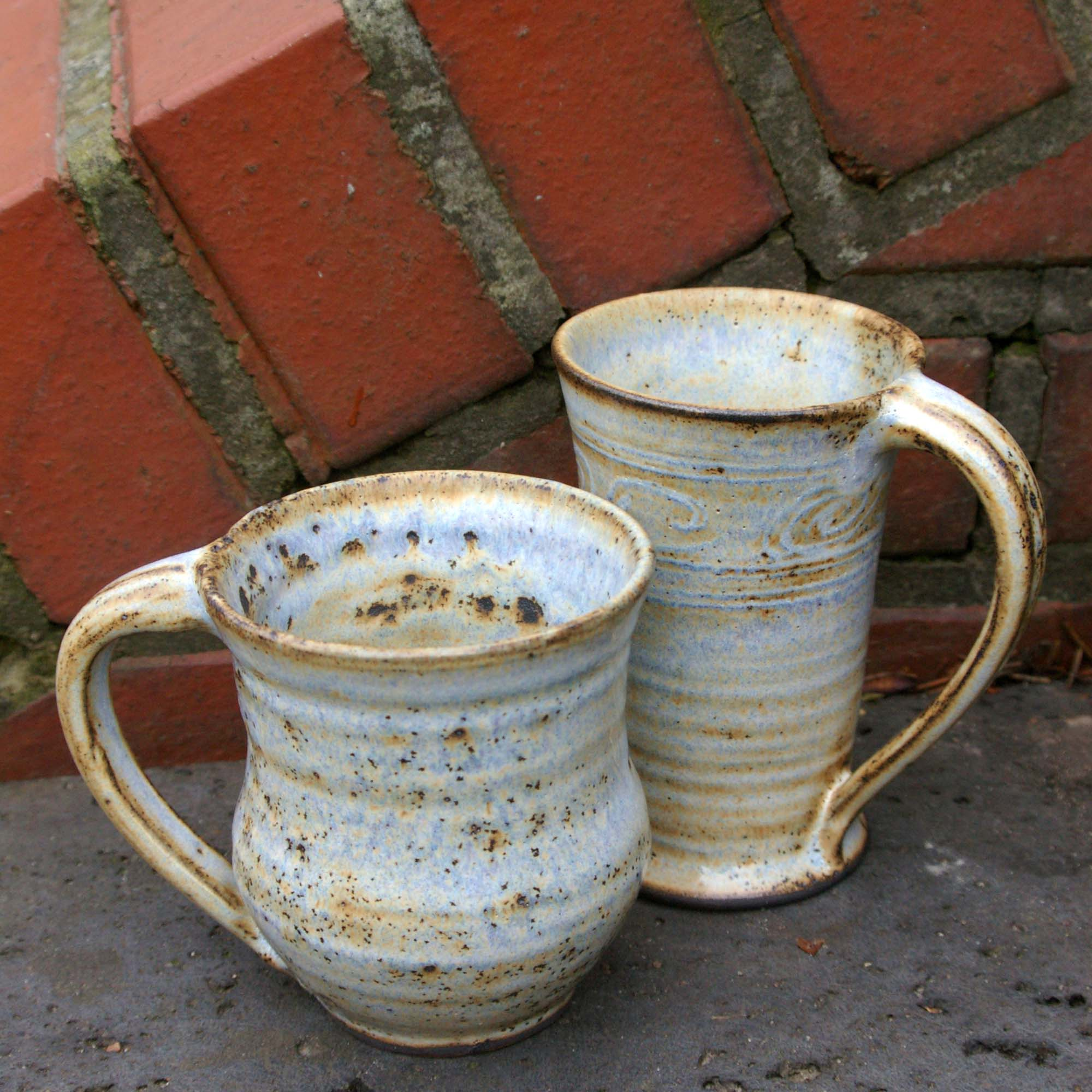
Burtscheider und Aachener Thermalwassertrinkbecher.
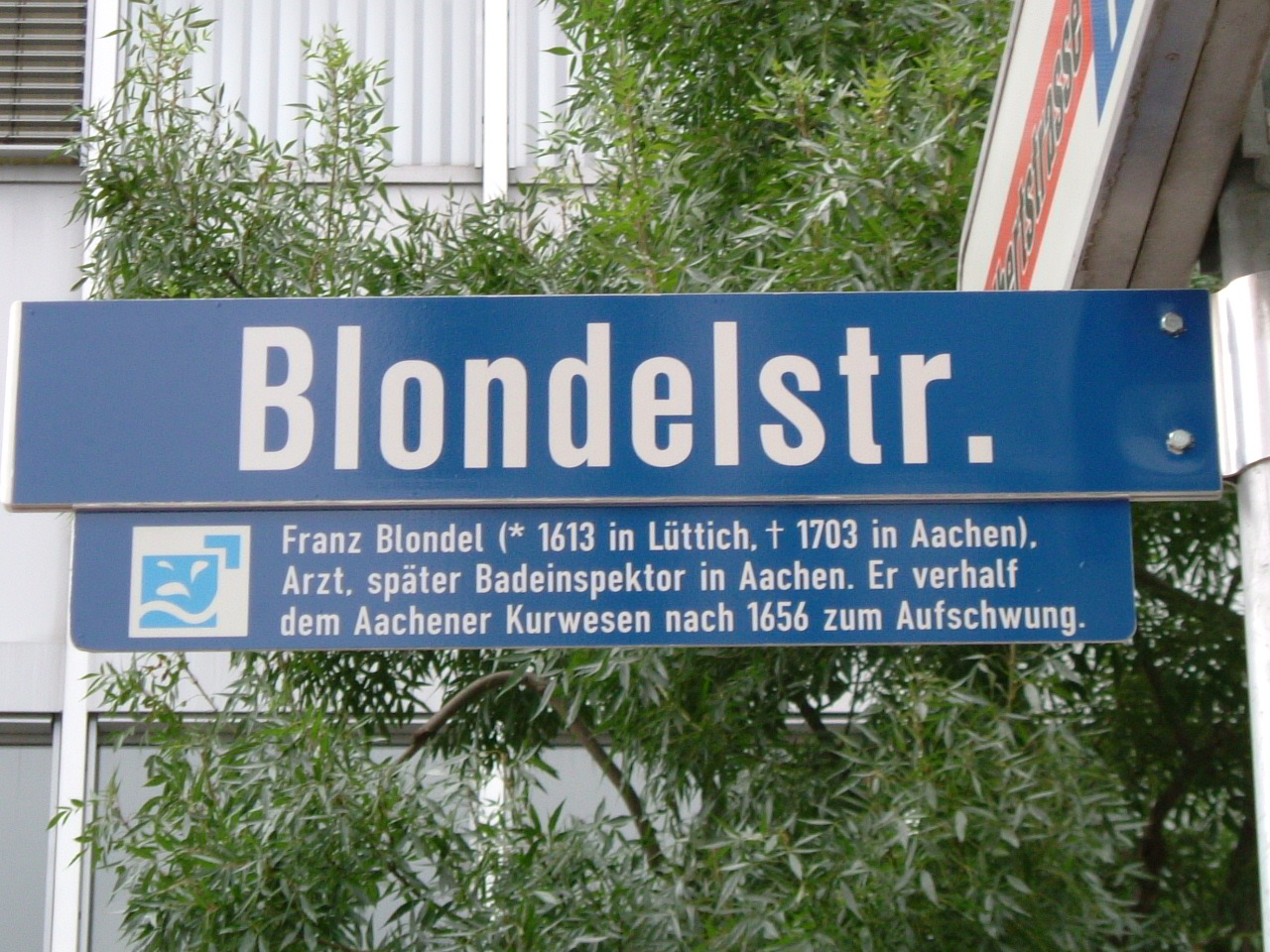
Zusatzschilder für Straßennamen.
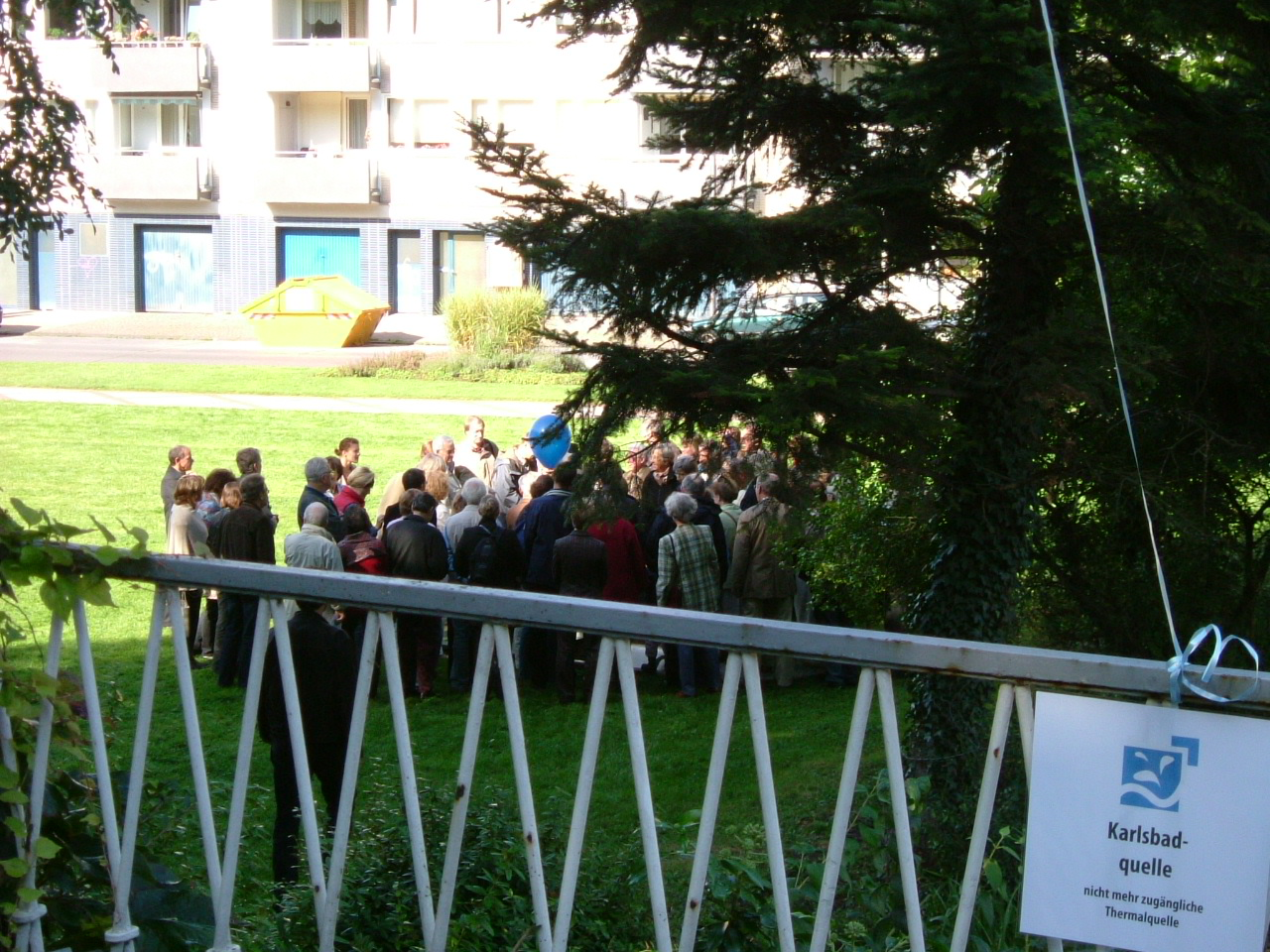
Temporäre Kennzeichnung der Burtscheider Thermalquellen am Tag des offenen Denkmals 2008.

Zwei interaktive Geocaching-Routen führen entlang der Thermalwasserroute in Aachen und in Burtscheid. Die dauerhafte Kennzeichnung der verborgenen Quellpunkte in der Stadt und die Einrichtung einer dauerhaften Ausstellung zum Thema „Aachener Thermalwasser und Bädergeschichte“ sind weitere Ziele der zukünftigen Arbeit.

## Abgeschlossene Projekte der Bürgerstiftung Lebensraum Aachen

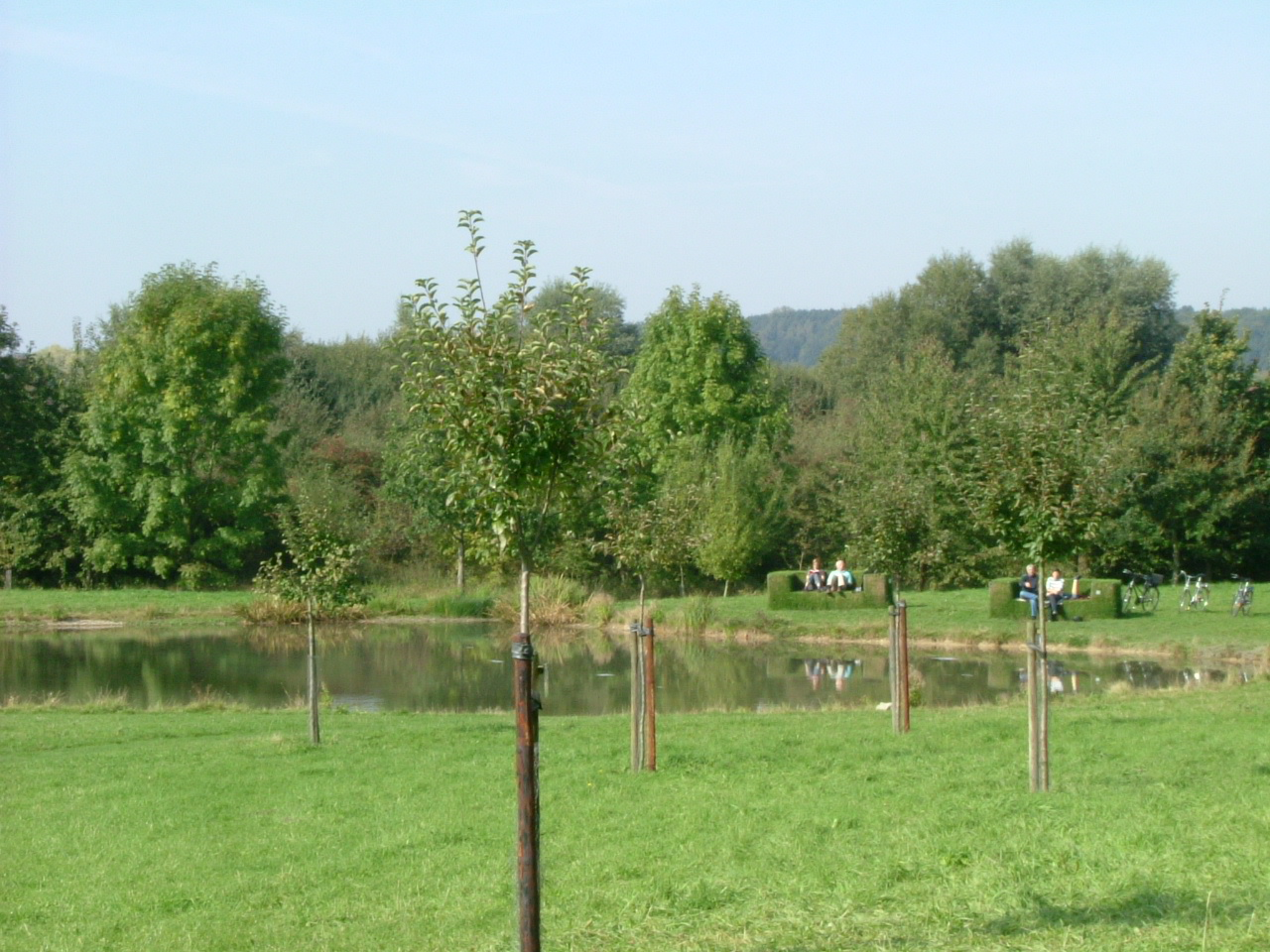
Obstbaumwiese des Lebensbaumprojektes und Grassofas im Rabental bei Gut Melaten

### Jugendfotowettbewerbshow me your city
Im Jahr 2006 veranstaltete die Stiftung einen Jugendfotowettbewerb. Jugendliche im Alter von 14 bis 18 Jahren wurden aufgerufen, ihre Sicht auf die Aachener Region in Fotografien und Collagen darzustellen. Die Event- und Sachpreise für die besten Einzel- und Gruppenarbeiten wurden von Sponsoren zur Verfügung gestellt.

### START-Projekt
Die Stiftung beteiligte sich am landesweiten START-Projekt der gemeinnützigen Hertie-Stiftung. In diesem Projekt wurden Schüler aus Zuwanderfamilien gefördert, die über gute bis sehr gute schulische Leistungen verfügen und sich aktiv am sozialen Leben in der Region beteiligen. Bei der Vergabe der Stipendien wurde weiterhin die familiäre und wirtschaftliche Situation berücksichtigt. Die Bürgerstiftung förderte unter anderem elf Gymnasiasten beispielsweise mit der Finanzierung eines PC-Arbeitsplatzes, Unterstützung und Beratung vor Ort sowie mit der Bereitstellung von einem Bildungsgeld.

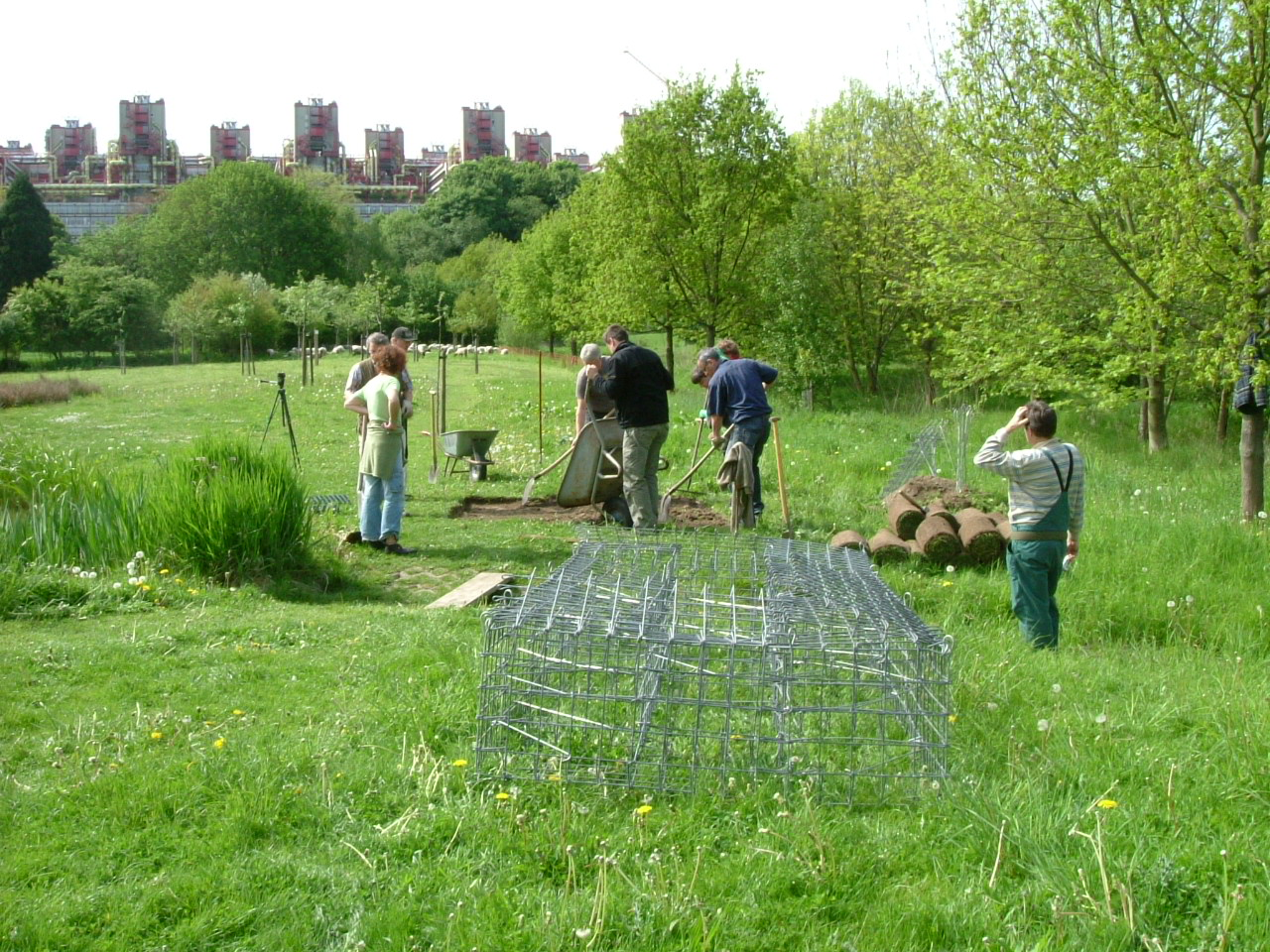
Grassofa-Bau zum Aktionstag am 9. Mai 2009 im Rabental

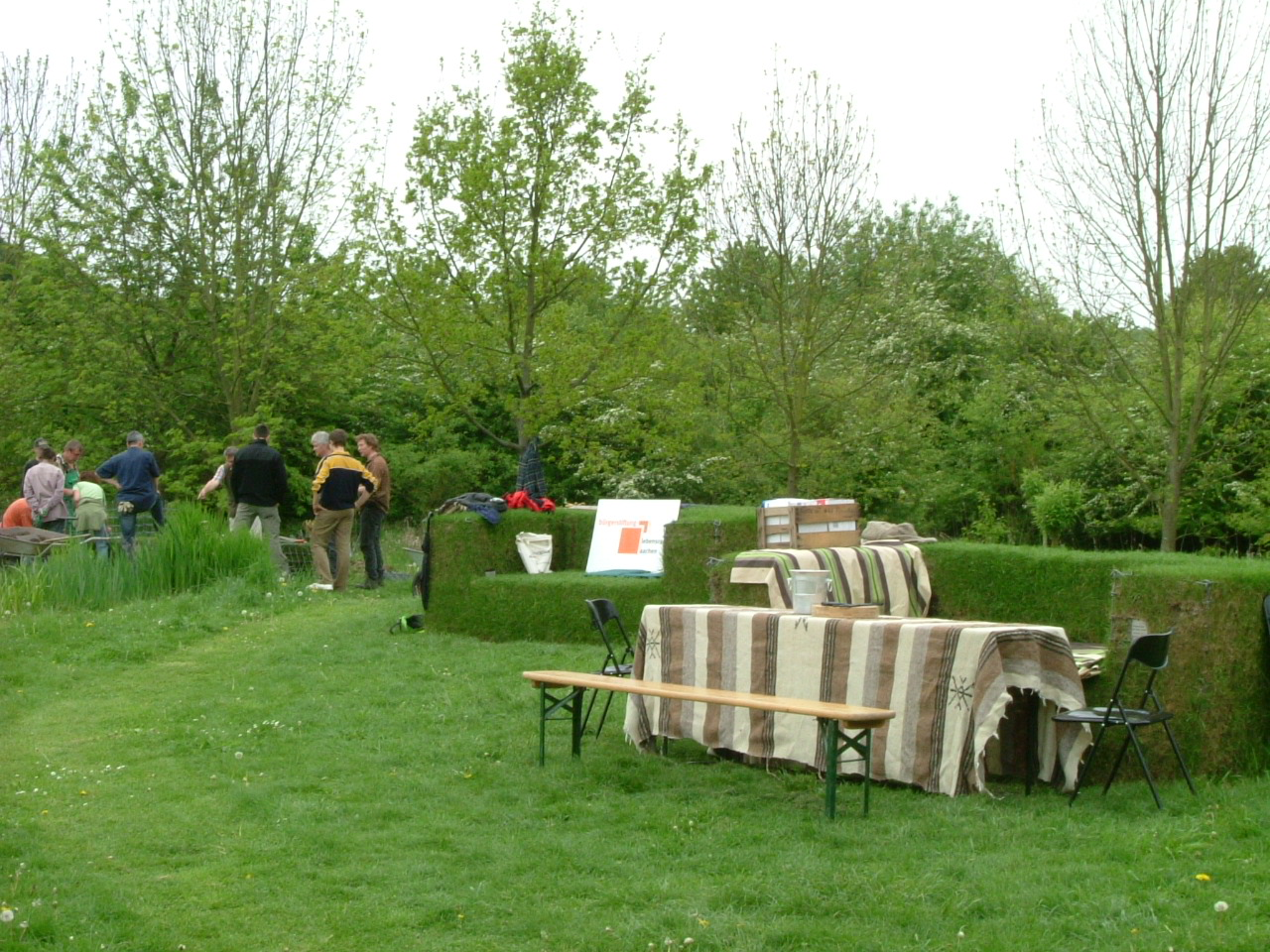
Grassofas in Nutzung

### Grassofas
Auf Initiative der Stiftung sind an verschiedenen Standorten in Aachen, so im Rabental bei Gut Melaten in Zusammenarbeit mit dem Freundeskreis Botanischer Garten e. V. drei Meter lange, acht Tonnen schwere Grassofas errichtet worden. Diese „lebenden“ Sitzgelegenheiten sollen die Mitbürger zum Verweilen und Genießen einladen. Das jüngste Sofa wurde im Rahmen des Aktionstages der ARD-Themenwoche „Ist doch Ehrensache“ am 9. Mai 2009 im Rabental errichtet.
Im Oktober 2011 wurde eines der Grassofas im Rahmen des Freiwilligentages saniert.

### Willkommen für Flüchtlinge
Am 13. Dezember 2014 wurde die Initiative Willkommen für Flüchtlinge gegründet. Die Bürgerstiftung hatte sich zum Ziel gesetzt, die 400 Jugendliche ohne Begleitung, die in Aachen angekommen waren, zu unterstützen und ein Teil zur Integration beizutragen. Dazu arbeitete man mit professionellen Institutionen, wie dem Zentrum für soziale Arbeit Burtscheid, dem Zentrum für Kinder-, Jugend- und Familienhilfe Maria im Tann und der Evangelischen Kinder- und Jugendhilfe Brand zusammen. Projekte, wie das Bereitstellen und die Reparatur von Fahrrädern durch ehrenamtlich Tätige wurden von der Bürgerstiftung unterstützt. Sie war im Herbst 2015 Kooperationspartner der Aktion Helpfull Bags. Darüber hinaus unterstützte man Exkursionen von internationalen Förderklassen, Charity Partys und die Rechtsberatung von Flüchtlingen. Bei ihren Aktionen für die Integration von Flüchtlingen wurde die Bürgerstiftung von Aachener Firmen und Institutionen, wie beispielsweise der STAWAG, Zentis, dem Grenzlandtheater, Generalvikariat Aachen, dem Lions- und Rotary-Club unterstützt. Zugunsten der Willkommens-Aktion der Bürgerstiftung wurden unter anderem auch Benefizkonzerte in Aachen durchgeführt, wie beispielsweise mit der Sinfonietta Regio.

### Du hat die Wahl, jedes Ma(h)l– Gesunde Ernährung für Kinder
Ein 2015 aufgelegtes Projekt richtet sich an Kinder im Grundschulalter. Mit Unterstützung einer pädagogischen Fachkraft soll den Kindern der verantwortungsvolle Umgang mit der Ernährung und eigenen Ernährungs-Entscheidungen trainiert werden. Das Projekt wird unter anderem durch von Pfandbons einer Aachener REWE-Filiale unterstützt.

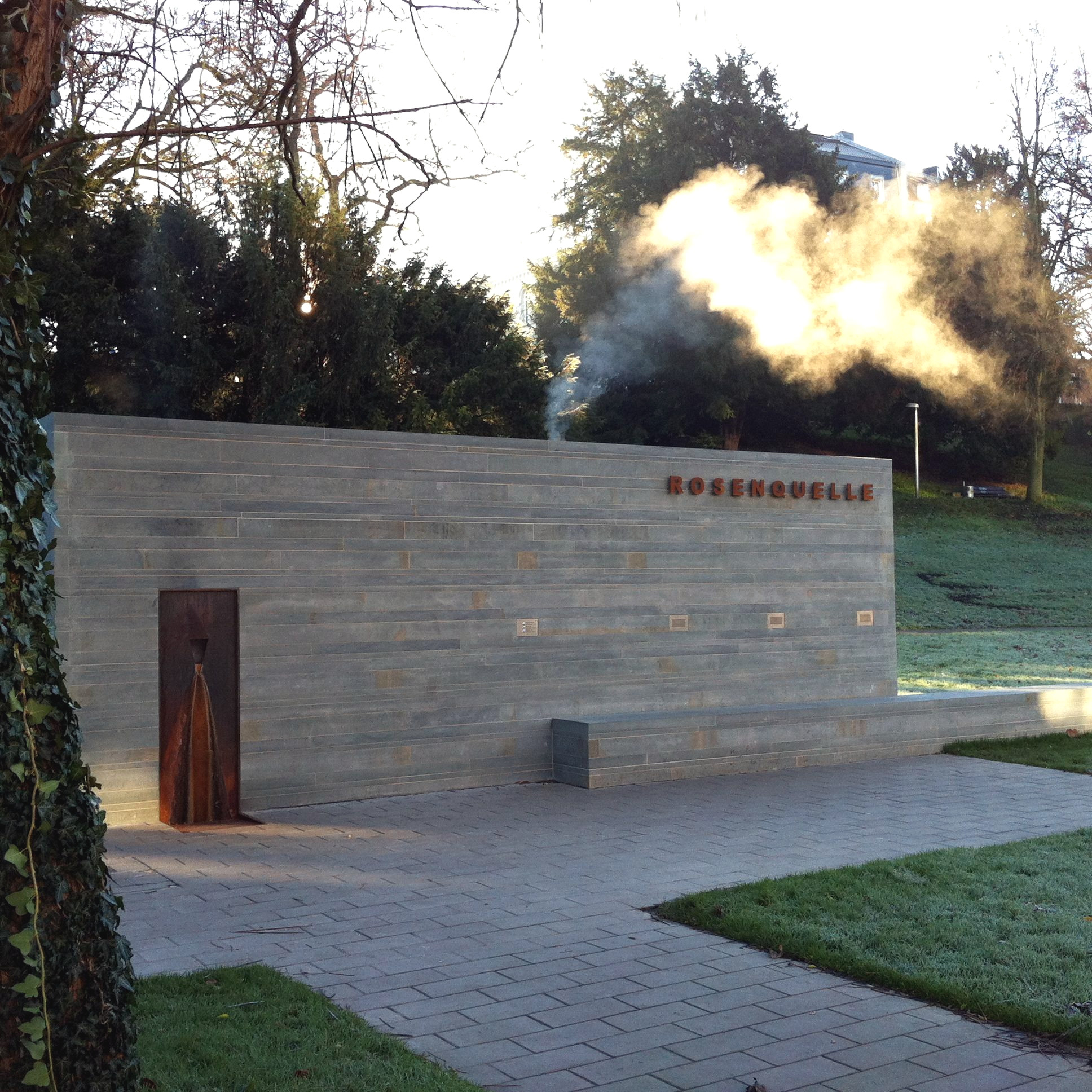
Quellhaus der Rosenquelle im Kurpark Burtscheid

### Beteiligung an regionalen Aktionen
Darüber hinaus unterstützte die Stiftung u. a. 2007 das Kinder- und Jugendtelefon Aachen mit einer Spende.
Als Mitinitiator des Aachener Freiwilligentages 2007, 2009 und 2011 setzt sich die Bürgerstiftung zusammen mit anderen caritativen und ehrenamtlichen Organisationen in der Region Aachen für die Stärkung des Ehrenamtes und der Eigenverantwortlichkeit ein.
2012 unterstützte die Stiftung die Veranstaltungsreihe „250 Jahre Casanova in Aachen“.
Zusammen mit dem Investor Norbert Hermanns unterstützte die Stiftung 2013 die Errichtung einer Medienstation am neu errichteten Quellhaus der Rosenquelle im Kurpark Burtscheid. Ende 2013 wurde bekannt, dass die Bürgerstiftung auch bei der Gestaltung eines Erinnerungsstätte für den Bunker der Befreiung am Lousberg mit Hermanns zusammenarbeiten wird.

### 70 Jahre Frieden und Freiheit in Aachen
Zur Erinnerung an die Kapitulation der ersten deutschen Großstadt im Zweiten Weltkrieg wurde von der Bürgerstiftung Lebensraum Aachen ein Zeitzeugen-Projekt initiiert. Neben Gedenkveranstaltungen, die an diesen historischen Tag erinnern, wurde auch eine Dokumentation in Form eines Buches 70 Jahre Frieden und Freiheit in Aachen erstellt.

### Offenes Aachen – Initiative für Demokratie, Menschenwürde und Vielfalt
Im Jahr 2017 wurde von der Stiftung eine Initiative für die Stärkung der Demokratie, der Wertegemeinschaft und des friedlichen, respektvollen Zusammenlebens in der Städteregion ins Leben gerufen. Gleichzeitig tritt die Initiative entschieden gegen Hass, Intoleranz, Hetze und Diskriminierung ein. Die Initiative Offenes Aachen versteht sich als Teil eines bundesweiten Netzwerks und kooperiert mit der Initiative Pulse of Europe, die im europäischen Rahmen die gleichen Ziele verfolgt. Die Initiative verfasste die 2017 die Aachener Erklärung für Demokratie, die von zahlreichen Aachener Organisationen, Institutionen und Unternehmen unterzeichnet wurde.

## Gute Sache
Die Bürgerstiftung Lebensraum Aachen bietet mit Unterstützung des Ministeriums für Familie, Kinder, Jugend, Kultur und Sport des Landes Nordrhein-Westfalen und weiterer lokale Förderer ein bundesweites Qualifizierungsangebot für gemeinnützige Organisationen an, die eine verstärkte Kooperation mit Unternehmen suchen und sich dafür umfassend qualifizieren wollen.

## Auszeichnungen
Die Stiftung wurde seit Beginn ihres Bestehens vom Bundesverband Deutscher Stiftungen mit dem Gütesiegel für Bürgerstiftungen ausgezeichnet. Die Stiftung wurde am 10. Mai 2007 mit einem Förderpreis für gute Rechenschaftsarbeit ausgezeichnet. Brigitte Erm (Scala-Design) erhielt im November 2007 die ENTERPREIS-Auszeichnung für die ehrenamtliche Unterstützung der Bürgerstiftung im Bereich Marketing und Öffentlichkeitsarbeit.
Der damalige Vorsitzende der Bürgerstiftung Lebensraum Aachen, Hans-Joachim Geupel, wurde am 12. Juni 2018 für sein jahrelanges soziales Engagement im Rahmen der Arbeit der Bürgerstiftung mit dem Preis Aachen Sozial 2018 ausgezeichnet. Auch von 2023 bis 2025 bleibt die Auszeichnung mit dem Gütesiegel bestehen.
Ende Mai 2019 wurden das Projekt Offenes Aachen der Bürgerstiftung aus über 350 Bewerbungen mit einem Anerkennungspreis der Stiftung Aktive Bürgerschaft gewürdigt. Im Juli 2019 nahm Hans-Joachim Geupel stellvertretend für die Bürgerstiftung Lebensraum Aachen den Deutschen Stifterpreis entgegen.